# Don't Stop (Fleetwood Mac)
Don't Stop è il secondo singolo estratto dall'album, pluripremiato dalla critica e della vendite Rumours della rock band angloamericana Fleetwood Mac, pubblicato come singolo nel 1977.

## Descrizione
Scritta dalla cantante-pianista Christine McVie e interpretata assieme al cantante-chitarrista Lindsey Buckingham, Don't Stop è tra le canzoni più popolari dei Fleetwood Mac. Allegra e solare, il ritornello tradotto dice "Non smettere di pensare al domani", nel quale si percepisce il divorzio che stava attraversando Christine McVie con il marito, il bassista del gruppo John McVie.

## Cover degli Status Quo
Don't Stop è il brano inciso dalla rock band inglese Status Quo, pubblicato come singolo nel marzo del 1996, terzo estratto dall'omonimo pluridecorato album, va al n. 35 delle classifiche inglesi.
Connotato dalle tipiche cadenze ritmate del boogie-woogie, è la cover di un celeberrimo brano di grande successo dei Fleetwood Mac del 1977, quarto brano del lato A (dell'originale 33 giri o cassetta) dell'album Rumours.

### Tracce
1. Don't Stop - 3:09 - (C. McVie)
2. Temporary Friend - 4:12 - (Parfitt/Rossi/Bown/Edwards/Rich)
3. Don't Stop (Extended Fade) - 3:34 - (C. McVie)

### Formazione
- Francis Rossi (chitarra solista, voce)
- Rick Parfitt (chitarra ritmica, voce)
- Andy Bown (tastiere, chitarra, armonica a bocca, cori)
- John 'Rhino' Edwards (basso, voce)
- Jeff Rich (percussioni)

## Politica
La canzone è stata usata da Bill Clinton durante la sua prima campagna elettorale per la presidenza degli Stati Uniti nel 1992.

## Curiosità
- Il brano è stato usato (in diverse versioni riarrangiate) come sottofondo musicale per le campagne pubblicitarie della Eni a partire dal 2010. Ad interpretare i brani Raphael Gualazzi e Erica Mou. Le cover sono state inserite nei loro rispettivi album entrambi pubblicati dalla Sugar Music della cantante Caterina Caselli. Alla fine del 2012 al loro posto subentra la cantante italo-canadese Valentina Parisse che interpreta un nuovo arrangiamento della medesima canzone.
- La canzone è stata eseguita dal cast di Glee nel 19 episodio della seconda stagione Pettegolezzi che non a caso in inglese è intitolato Rumors proprio come l'omonimo album dei Fleetwood Mac in cui è contenuta la canzone.